# Lista de prefeitos de Encanto (Rio Grande do Norte)
Esta é a lista de prefeitos do município de Encanto, estado brasileiro do Rio Grande do Norte.
| Nº | Nome                      | Imagem                      | Partido                               | Primeira-dama                       | Início do mandato     | Fim do mandato         | Vice-prefeito                   | Observações                   |
| -- | ------------------------- | --------------------------- | ------------------------------------- | ----------------------------------- | --------------------- | ---------------------- | ------------------------------- | ----------------------------- |
| 1  | José Fernandes de Melo    |                             | PSD                                   | Lindalva Torquato Fernandes         | 20 de março de 1963   | 31 de janeiro de 1965  | —                               | Prefeito interino             |
| 2  | Umbelino Alves Granjeiro  |                             | ARENA                                 | N/C                                 | 31 de janeiro de 1965 | 31 de janeiro de 1969  | Gonçalo da Silva Filho          | Prefeito e vice eleitos       |
| 3  | Osvaldo Januário do Rêgo  |                             | MDB                                   | Maria de Lourdes Januário           | 31 de janeiro de 1969 | 31 de janeiro de 1973  | Edson Apolônio da Costa         | Prefeito e vice eleitos       |
| 4  | Gonçalo da Silva Filho    |                             | ARENA                                 | Beatriz da Silva                    | 31 de janeiro de 1973 | 31 de janeiro de 1977  | Edmilson Antônio de Oliveira    | Prefeito e vice eleitos       |
| 5  | Osvaldo Januário do Rêgo  |                             | MDB                                   | Maria de Lourdes Januário           | 31 de janeiro de 1977 | 31 de janeiro de 1983  | Francisco Clementino Sobrinho   | Prefeito e vice eleitos       |
| 6  | Gonçalo da Silva Filho    |                             | ARENA                                 | Beatriz da Silva                    | 31 de janeiro de 1983 | 31 de dezembro de 1988 | Edmilson Antônio de Oliveira    | Prefeito e vice eleitos       |
| 7  | Osvaldo Januário do Rêgo  |                             | PMDB                                  | Maria de Lourdes Januário           | 1º de janeiro de 1989 | 31 de dezembro de 1992 | Antônio Fernandes Neto          | Prefeito e vice eleitos       |
| 8  | Gonçalo Chaves Leite Neto |                             | PFL                                   | Arlene Maria de Freitas Rêgo Chaves | 1º de janeiro de 1993 | 31 de dezembro de 1996 | Edmilson Antônio de Oliveira    | Prefeito e vice eleitos       |
| —  | Valdécio Januário do Rêgo |                             | PSDB                                  | Maria de Fátima Queiroz do Rêgo     | —                     | —                      | Manacés Leite da Silva          | Prefeito e vice eleitos       |
| 9  | Manacés Leite da Silva    |                             | PSB                                   | Helena Maria de Queiroz Leite       | 1º de janeiro de 1997 | 31 de dezembro de 2000 | —                               | Vice-prefeito eleito no cargo |
| 10 | Gonçalo Chaves Leite Neto |                             | PPB                                   | Arlene Maria de Freitas Rêgo Chaves | 1º de janeiro de 2001 | 31 de dezembro de 2008 | Francisco José de Oliveira      | Prefeito e vice eleitos       |
| 10 | Gonçalo Chaves Leite Neto | PSB                         | Osvaldo Januário do Rêgo Filho        | Arlene Maria de Freitas Rêgo Chaves | 1º de janeiro de 2001 | 31 de dezembro de 2008 | Prefeito reeleito e vice eleito |                               |
| 11 | Alberone Neri             |                             | DEM                                   | Yria Firmina Queiroz Rêgo           | 1º de janeiro de 2009 | 31 de dezembro de 2016 | Francisco Canindé da Costa      | Prefeito e vice eleitos       |
| 11 | Alberone Neri             | Alex Adnauer Medeiros Silva | DEM                                   | Yria Firmina Queiroz Rêgo           | 1º de janeiro de 2009 | 31 de dezembro de 2016 | Prefeito reeleito e vice eleito |                               |
| 12 | Atevaldo Nazário da Silva |                             | DEM                                   | Juselma Oliveira do Nascimento      | 1º de janeiro de 2017 | 31 de dezembro de 2020 | Raimundo Nonato Nogueira        | Prefeito e vice eleitos       |
| 13 | Alberone Neri             |                             | DEM                                   | Yria Firmina Queiroz Rêgo           | 1º de janeiro de 2021 | até a atualidade       | Wagner Fábio Queiroz Rêgo       | Prefeito e vice eleitos       |
| 13 | Alberone Neri             | PL                          | Antônio Francélio Marques de Carvalho | Yria Firmina Queiroz Rêgo           | 1º de janeiro de 2021 | até a atualidade       | Prefeito reeleito e vice eleito |                               |

OBS: N/C - Não consta.